# Eugen Karel Czernin z Chudenic
Evžen I. Karel hrabě Czernin z Chudenic též Černín z Chudenic (celým jménem Evžen Ervín Karel Jan Nepomuk Maria říšský hrabě Černín z Chudenic, německy Eugen Erwein Karl Johann Nepomuk Maria Reichsgraf Czernin von und zu Chudenitz; 4. listopadu 1796 Vídeň – 11. července 1868 zámek Petrohrad) byl český šlechtic z rodu Černínů z Chudenic. Patřil k významným osobnostem českého národního obrození a byl předním mecenášem Národního muzea. Byl také jedním z největších velkostatkářů v Čechách, na svých panstvích (Jindřichův Hradec, Chudenice, Krásný Dvůr, Petrohrad) se věnoval podnikání, pokračoval také v aktivitách svého otce v budování zámeckých parků. Od roku 1861 byl dědičným členem rakouské Panské sněmovny.

## Život

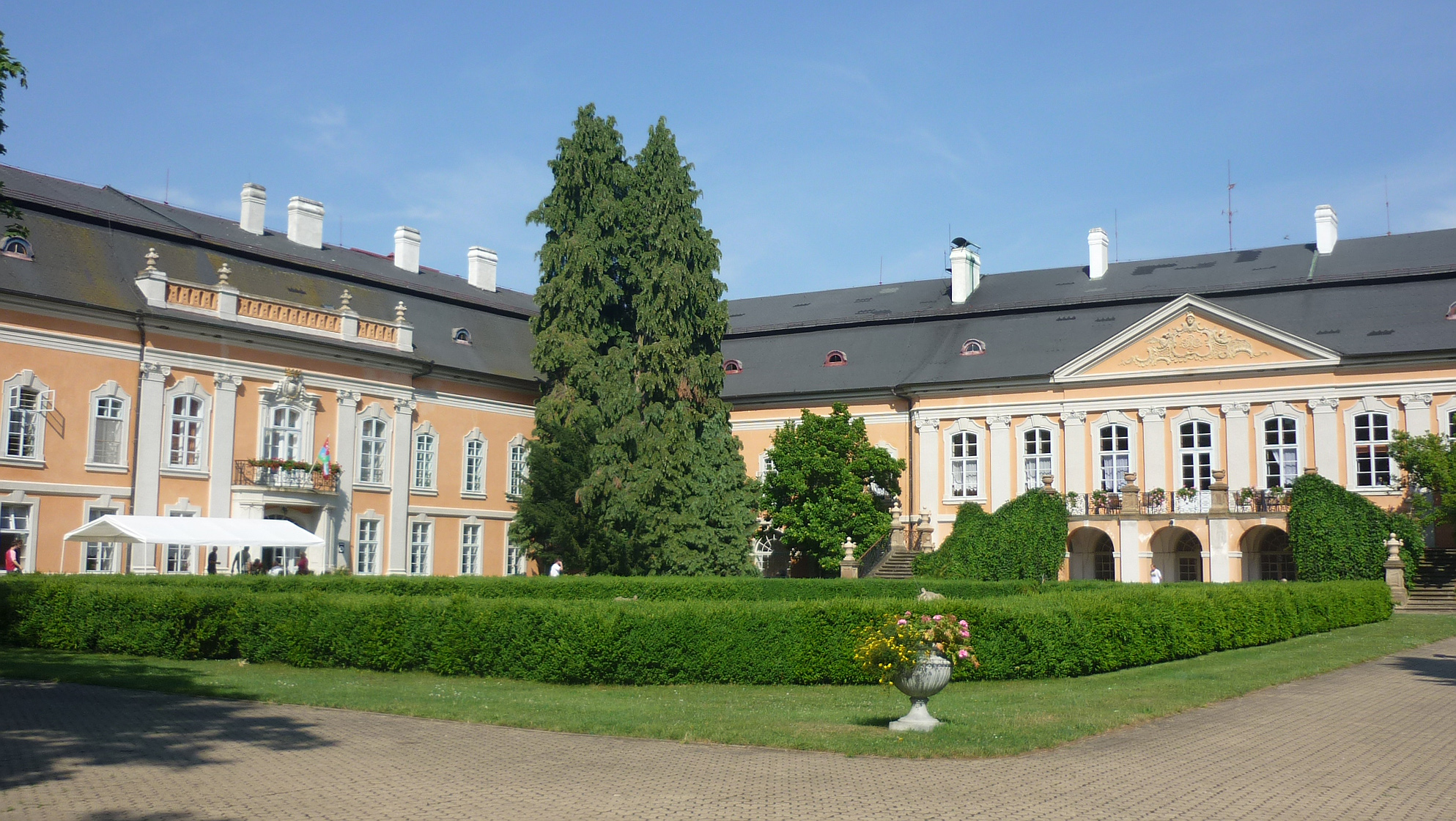
Zámek Petrohrad, hlavní sídlo Evžena Czernina

Narodil se ve Vídni jako jediný syn dlouholetého nejvyššího komořího hraběte Jana Rudolfa Černína (1757–1845) a jeho manželky Marie Terezie, rozené hraběnky Schönbornové (1758–1838). Evžen od mládí vynikal znalostmi historie, zeměpisu a dalších oborů, od svých dvanácti let až do smrti si vedl podrobný deník, který je uložen v rodinném archivu a patří k důležitým pramenům osobní povahy. Ve vlasteneckém zaujetí navázal na aktivity svého otce a udržoval styky s mnoha osobnostmi národního obrození. Patřil k významným mecenášům Národního muzea, které podporoval finančně i dary ze svých vlastních sbírek. Na zámku v Jindřichově Hradci sloučil archivy pánů z Hradce, Slavatů a Černínů z Chudenic. Po schwarzenbersko-rožmberském archivu v Třeboni byla jindřichohradecká sbírka archiválií druhou největší v Čechách a již za Evžena Černína byla zpřístupněna badatelům (František Palacký). Proslul také jako filantrop se sociálním zaměřením, stavěl domy pro dělníky na svých panstvích a založil zvláštní ústav pro vdovy a sirotky panských úředníků.
Příležitostně se angažoval také v politice, v revolučním roce 1848 jako jeden z mála velkostatkářů podpořil zrušení roboty. Později kritizoval poměry Bachova absolutismu a v roce 1860 vydal anonymní spis Poznámky o poměrech české šlechty. V letech 1861–1863 byl poslancem českého zemského sněmu za velkostatkářskou kurii svěřeneckých velkostatků. Jako majitel fideikomisu se v roce 1861 stal zároveň dědičným členem rakouské panské sněmovny. Z čestných hodností dosáhl titulů c. k. komořího a tajného rady. Po rodině Slavatů užíval také titul vladař domu jindřichohradeckého a byl dědičným nejvyšším číšníkem Českého království.
Zemřel na zámku v Petrohradě, pohřben byl v rodové hrobce v kostele sv. Jakuba v Jindřichově Hradci, který byl na jeho popud nově postaven v letech 1859–1860.

## Majetek

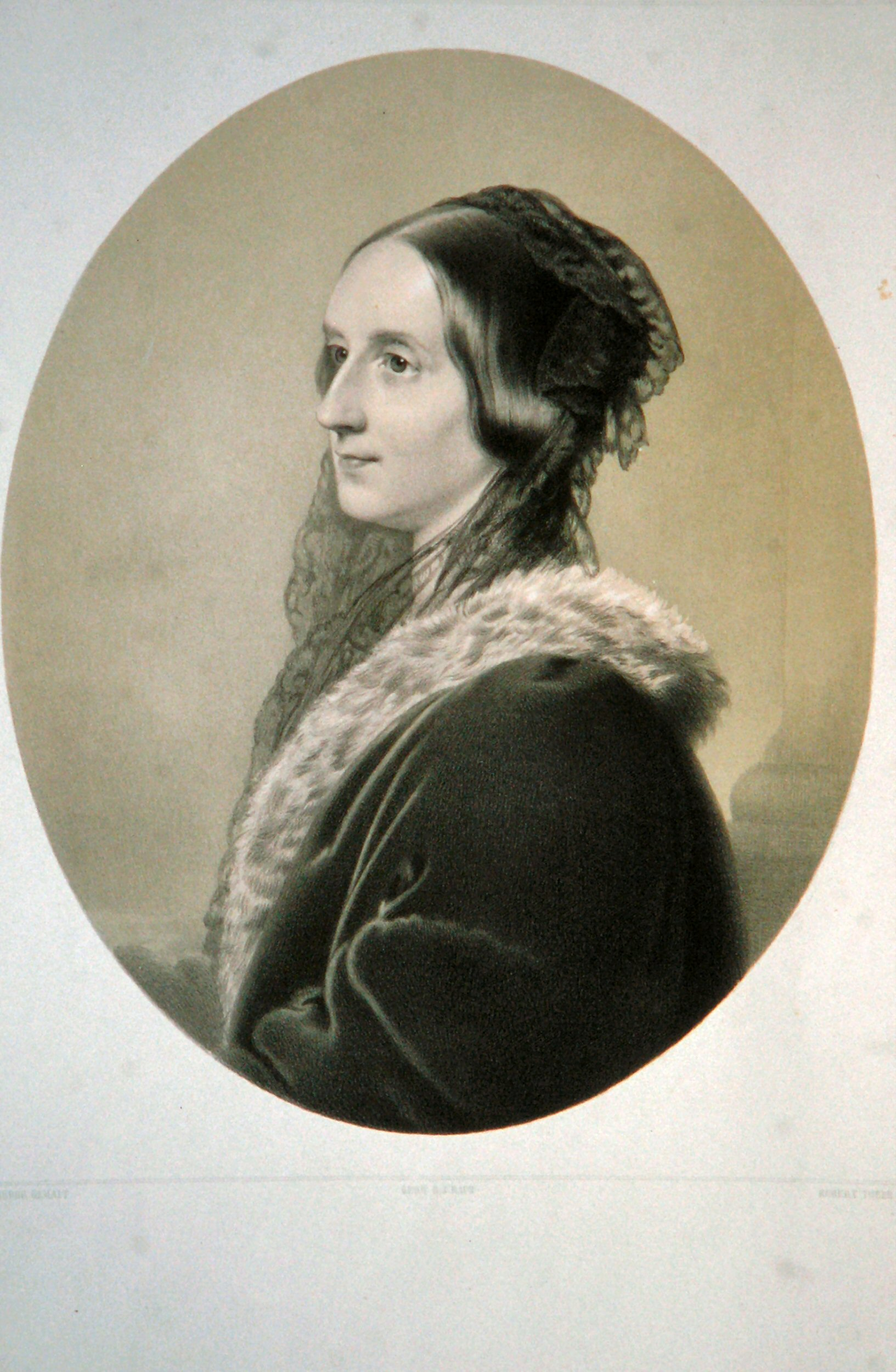
Evženova manželka Terezie Czerninová, rozená z Orsini-Rosenbergu (1798–1866), litografie, 1840

Po otci byl dědicem několika velkých panství v jižních, severních a západních Čechách, která jej svým rozsahem řadila mezi přední pozemkové vlastníky v Českém království (Jindřichův Hradec, Krásný Dvůr, Petrohrad, Chudenice). Při převzetí otcovského dědictví v roce 1845 byly velkostatky v Čechách ohodnoceny sumou přes tři a půl miliónu zlatých. Hned po převzetí dědictví rozšířil rodový majetek přikoupením panství Mašťov v sousedství Krásného Dvora. K Mašťovu později získal ještě nedaleké Libědice. Správě majetku se osobně věnoval a měl zájem na efektivním hospodaření. Své záměry často konzultoval se Schwarzenbergy, kteří byli v jižních Čechách jeho sousedy. S několika příslušníky rodu Schwarzenbergů ostatně od dětství udržoval přátelské vztahy. Na velkostatku Petrohrad nechal postavit nový pivovar (architekt Josef Zítek). V návaznosti na rozšířené pěstování cukrové řepy zřídil v Krásném Dvoře cukrovar, který byl zásoben palivem z nově otevřeného uhelného dolu v Brodech. Cukrovar byl otevřen také na nedokončeném zámku v Chocomyšli v západních Čechách. Jeho provoz byl ale kvůli nízkým výnosům ukončen po několika letech a zámek byl později přestavěn na lihovar. Mimoto pokračoval v budování zámeckých parků na svých panstvích (Krásný Dvůr), na rozdíl od otce ale upřednostňoval pobyty na zámku v Petrohradě, kde založil muzeum archeologických památek. Pozornost věnoval i majetkům v západních Čechách, na nejstarším rodovém sídle v Chudenicích založil knihovnu zahrnující 1450 děl (ze tří čtvrtin v německém jazyce). Tato knihovna je[kdy?] v majetku Národního památkového ústavu v Plzni. Na chudenickém panství nechal v letech 1858–1861 přestavět zámek Lázeň a pokračoval v úpravách zámeckého parku s arboretem známého pod názvem Americká zahrada.

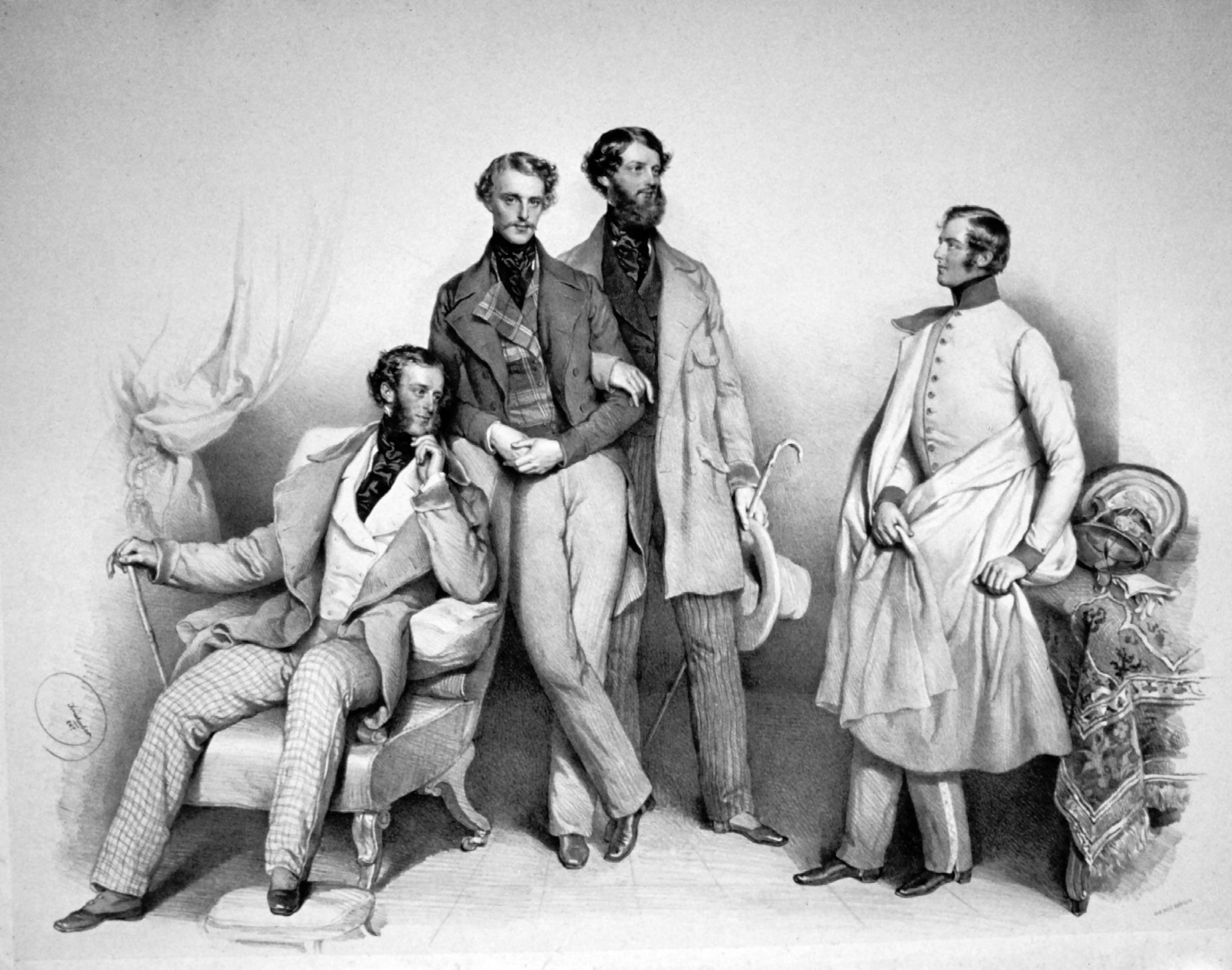
Čtyři synové Evžena Czernina, zleva Jaromír, Heřman, Rudolf a Humbert v roce 1847 (litografie Josef Kriehuber).

Kromě rozsáhlých velkostatků v různých částech Čech byl Evžen Černín majitelem Černínského paláce v Praze na Hradčanech. Tuto velkolepou budovu však Černínové v této době již nevyužívali a palác byl po částech pronajímán pro různé účely. Nakonec v roce 1851 koupil palác stát a od té doby zde na několik desetiletí byla umístěna kasárna. Také ve Vídni byl Evžen Černín vlastníkem významných nemovitostí. Po otci zdědil Černínský palác ve čtvrti Innere Stadt, který byl v roce 1855 prodán rodině Buquoyů. Vídeňské sídlo Černínů se později přesunulo do nového paláce vystavěného v letech 1837–1839 ve čtvrti Josefstadt. V tomto paláci byly také soustředěny bohaté umělecké sbírky zahrnující malířská díla předních evropských mistrů (Rubens, Rembrandt, van Dyck).

## Rodina
V roce 1817 se ve Vídni oženil s hraběnkou Marií Terezií z Orsini-Rosenbergu (1798–1866), která byla později c. k. palácovou dámou a dámou Řádu hvězdového kříže. Z jejich manželství se narodilo šest dětí:
- 1. Jaromír (13. března 1818 Vídeň – 26. listopadu 1908 Petrohrad), c. k. tajný rada, komoří, dědičný člen rakouské panské sněmovny, rytíř Řádu zlatého rouna, majitel velkostatků Jindřichův Hradec, Krásný Dvůr, Petrohrad, Chudenice, Mašťov[16]
  - ⚭ (26. února 1843 Brno) Karolína Františka hraběnka ze Schaffgotsche (13. září 1820 Brno – 9. října 1876 Petrohrad)
  - ⚭ (19. března 1879 Vídeň) Josefína Paarová, ovdovělá Falkenhaynová (1. ledna 1839 Vídeň – 6. února 1916 tamtéž)
- 2. Heřman Zdenko (20. února 1819 Vídeň – 2. srpna 1892 Drážďany), c. k. komoří, majitel velkostatků Kysibel a Andělská Hora[17]
  - ⚭ (13. listopadu 1853 Praha) Aloisie z Morzinu (6. května 1832 Praha – 26. července 1907 Vrchlabí), majitelka velkostatků Vrchlabí a Horní Maršov
- 3. Rudolf (13. dubna 1821 Vídeň – 31. července 1873 Teplice), c. k. major, svobodný a bezdětný[18]
- 4. Humbert (15. ledna 1827 Vídeň – 30. listopadu 1910 Štýrský Hradec), c. k. major[19]
  - ⚭ (19. listopadu 1864 Vídeň) Terezie Grünnová (1. srpna 1840 Žatec – 17. března 1911 Štýrský Hradec)
- 5. Marie Terezie (27. března 1826 – 29. listopadu 1916)[20]
  - ⚭ (20. června 1857 Vídeň) Ladislaus Pejacsevich (14. listopadu 1828 Pešť – 30. ledna 1916 Vídeň), c. k. tajný rada, komoří, dědičný člen uherské panské sněmovny, nejvyšší hofmistr arcivévodkyně Marie Annunziaty, rytíř Řádu zlatého rouna
- 6. Karolína (31. prosince 1830 Vídeň – 15. července 1852 tamtéž), svobodná a bezdětná[21]